# 盛田幸妃
盛田幸妃（日语：／ Morita Koki，1969年11月21日—2015年10月16日），日本的棒球選手，出生於北海道茅部郡鹿部町。他曾效力於日本職棒近鐵野牛等，守備位置為投手，2002年退休，生涯通算47勝。现役时就查出脑部肿瘤，经过康复训练后重回赛场。但肿瘤未能治愈，2015年年仅45岁逝世。